# Kitanoumi Toshimitsu

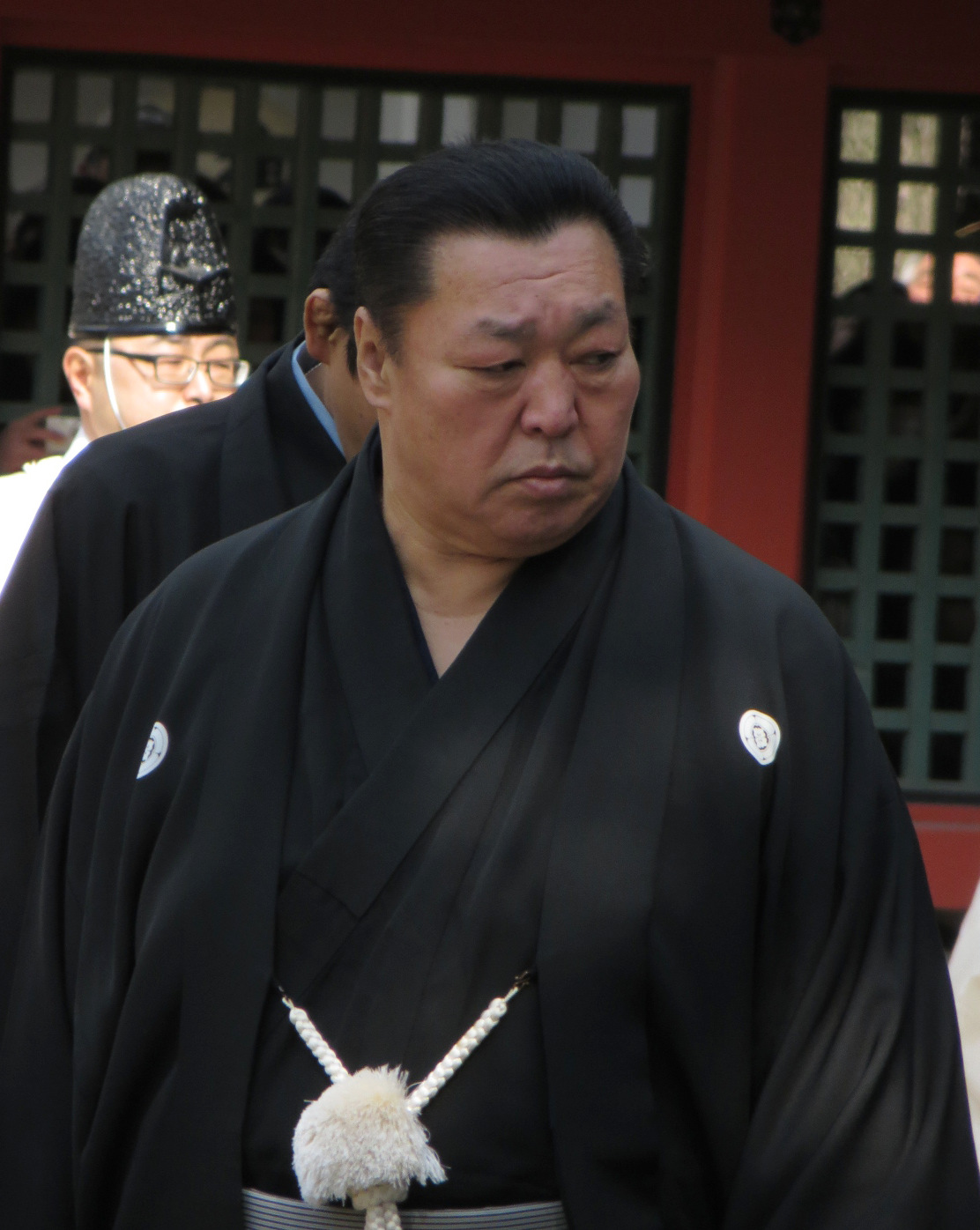
Kitanoumi

Kitanoumi Toshimitsu (北の湖 敏 満) (16 de maio de 1953 - 20 de novembro de 2015), (nascido como Obata Toshimitsu, em japonês: 小 畑 敏 満) foi um lutador de sumo japonês, e ex-presidente do Associação Japonesa de Sumo.
Toshimitsu era o yokozuna dominante do sumô durante a década de 1970. Ele foi promovido a yokozuna com 21 anos de idade, tornando-se o mais jovem a alcançar topo do ranking de sumô, e permaneceu como yokozuna durante os 63 torneios seguintes. Ele ganhou 24 torneios durante a sua carreira e foi um de uma série de grandes yokozunas que vieram de Hokkaido, a mais setentrional das quatro principais ilhas do Japão. Após se aposentar do sumô profissional, foi o treinador principal do estábulo de Kitanoumi e serviu por dois termos como presidente da Associação Japonesa de Sumô, entre 2002 e 2008 e de 2012 até sua morte em 2015.